# Sonic Generations
Sonic Generations (jap. ソニック ジェネレーションズ Sonikku Jenerēshonzu) – komputerowa gra platformowa z serii Sonic the Hedgehog, wyprodukowana przez studio Sonic Team i wydana przez firmę Sega z okazji dwudziestolecia serii. Jej premiera odbyła się w 2011 roku na konsolach PlayStation 3, Xbox 360, Nintendo 3DS oraz komputerach osobistych. W Japonii wersja na konsole określana jest jako Biała Czasoprzestrzeń (jap. 白の時空 Shiro no Jikū), podczas gdy wersja na konsolę przenośną zwana jest Niebieską Przygodą (jap. 青の冒険 Ao no Bōken). Wszystkie wersje gier obsługują stereoskopowy tryb trójwymiarowy.
W Sonic Generations gracz kieruje znanym z serii jeżem Sonikiem, który podczas świętowania swoich urodzin zostaje wysłany wraz ze swymi przyjaciółmi do tzw. „białej czasoprzestrzeni”. W grze pojawiają się poziomy znane z poprzednich części serii, które łączą w sobie zarówno elementy znane z pierwszych gier z Sonikiem, jak i te wprowadzone w nowszych grach. Sonic Generations spotkała się z pozytywnym odbiorem i przez wielu recenzentów określana jest jako „najlepsza gra z Sonikiem od lat”.

## Fabuła
Podczas świętowania swoich dwudziestych urodzin, niebieski jeż Sonic the Hedgehog zostaje wciągnięty w tunel czasoprzestrzenny, który wysyła go i jego przyjaciół do „białej czasoprzestrzeni”, gdzie wszystko jest blade i nie ma kolorów. Podczas poszukiwania swoich znajomych, spotyka młodszą wersję samego siebie. Razem postanawiają znaleźć przyczynę tych zdarzeń i uratować swoich przyjaciół.
Po pokonaniu wszystkich poziomów w grze, Sonic dowiaduje się, iż za całym zamieszaniem stoi szalony naukowiec Eggman oraz jego młodsza wersja (Dr. Robotnik). Eggman postanowił wykorzystać potwora o nazwie Time Eater, który posiada kontrolę nad czasem, aby wrócić do przeszłości i ponaprawiać wszystkie swoje niepowodzenia. W końcowej walce zarówno młody, jak i starszy Sonic zmierzają się z potworem i kontrolującymi go naukowcami.

## Rozgrywka
Gra łączy w sobie zarówno elementy znane z pierwszych gier z Soniciem, jak i te wprowadzone w nowszych grach. Zawiera także plansze z wszystkich ważniejszych gier z serii, podzielone na trzy „ery”: erę klasyczną (zawierającą poziomy z czwartej generacji gier), „Dreamcast” (zawierającą poziomy z szóstej generacji gier) oraz erę współczesną (zawierającą poziomy z siódmej generacji gier). W każdej z plansz zawarte są dwa tryby: pierwszy, w którym gracz gra „klasycznym Sonikiem” oraz drugi, w którym gracz przejmuje kontrolę nad „współczesnym Sonikiem”. Mechanika gry współczesną wersją bohatera oparta jest na grach Sonic Unleashed i Sonic Colours, a dominuje w niej widok zza pleców postaci. Natomiast rozgrywka w tybie „klasycznym” oparta jest na pierwszych, dwuwymiarowych grach z serii, takich jak Sonic the Hedgehog na konsolę Mega Drive.
Podczas rozgrywki gracz zdobywa punkty, które mogą zostać wydane w specjalnym sklepie, aby ulepszyć zdolności Sonica. Zdolności te można łączyć w „zestawy”, których można mieć maksymalnie pięć i dobierać je w zależności od poziomu lub stylu gry.
Wersja na Nintendo 3DS znacznie różni się od wersji na konsole i zawiera inny zestaw poziomów. Rozgrywka bardziej przypomina tę znaną z Sonic Rush i oferuje tryb wieloosobowy, niedostępny w grze w wersji na konsole. Wszystkie poziomy w trybie „klasycznego Sonica” są zrekonstruowane w taki sposób, aby ich struktura była identyczna z oryginalną wersją plansz, wraz z rozłożeniem przeciwników i pierścieni.

### Poziomy
Motywem przewodnim gry jest obecność poziomów z poprzednich gier z serii Sonic the Hedgehog. W obu wersjach gry znajdują się następujące poziomy z poprzednich gier:
| PS3/Xbox 360/PC | PS3/Xbox 360/PC      | Nintendo 3DS    | Nintendo 3DS         |
| Poziom          | Oryginalna gra       | Poziom          | Oryginalna gra       |
| --------------- | -------------------- | --------------- | -------------------- |
| Green Hill      | Sonic the Hedgehog   | Green Hill      | Sonic the Hedgehog   |
| Chemical Plant  | Sonic the Hedgehog 2 | Casino Night    | Sonic the Hedgehog 2 |
| Sky Sanctuary   | Sonic & Knuckles     | Mushroom Hill   | Sonic & Knuckles     |
| Speed Highway   | Sonic Adventure      | Emerald Coast   | Sonic Adventure      |
| City Escape     | Sonic Adventure 2    | Radical Highway | Sonic Adventure 2    |
| Seaside Hill    | Sonic Heroes         | Water Palace    | Sonic Rush           |
| Crisis City     | Sonic the Hedgehog   | Tropical Resort | Sonic Colours        |
| Rooftop Run     | Sonic Unleashed      |                 |                      |
| Planet Wisp     | Sonic Colours        |                 |                      |

### Bossowie
W obu wersjach gry gracze walczą z następującymi bossami znanymi z poprzednich gier z serii:
| 360/PS3/PC          | 360/PS3/PC                     | 360/PS3/PC            | 3DS                 | 3DS             | 3DS                   |
| Boss                | Poziom                         | Oryginalna gra        | Boss                | Poziom          | Oryginalna gra        |
| ------------------- | ------------------------------ | --------------------- | ------------------- | --------------- | --------------------- |
| Metal Sonic         | Stardust Speedway (Bad Future) | Sonic the Hedgehog CD | Metal Sonic         | Casino Night    | Sonic the Hedgehog CD |
| Death Egg Robot     | Death Egg                      | Sonic the Hedgehog 2  | Big Arm             | Launch Base     | Sonic the Hedgehog 3  |
| Shadow the Hedgehog | Final Rush                     | Sonic Adventure 2     | Shadow the Hedgehog | Radical Highway | Sonic Adventure 2     |
| Perfect Chaos       | Station Square                 | Sonic Adventure       | Biolizard           | Cannon's Core   | Sonic Adventure 2     |
| Silver the Hedgehog | Crisis City                    | Sonic the Hedgehog    | Silver the Hedgehog | Tropical Resort | Sonic the Hedgehog    |
| Egg Dragoon         | Eggmanland                     | Sonic Unleashed       | Egg Emperor         | Final Fortress  | Sonic Heroes          |

## Historia
Pierwsze informacje dotyczące gry pojawiły się 7 kwietnia 2011 roku, kiedy to Sega opublikowała zwiastun gry na swojej stronie na portalu społecznościowym Facebook. Wideoklip przedstawiał Sonica biegnącego po bladym, bezbarwnym świecie, spotykającego w pewnym momencie młodszą wersję siebie. Oficjalnie gra została ogłoszona jako Sonic Generations 18 kwietnia, gdy wypuszczono pierwsze wideo przedstawiające samą rozgrywkę i animacje oparte na silniku gry. Wytłumaczono, iż gra powstaje z okazji dwudziestolecia serii i będzie nawiązywać do wielu poprzednich tytułów.
Według Takashiego Iizuki, producenta gry, plansze do gry zostały wybrane w „sposób demokratyczny” poprzez zadawanie pytań każdemu pracownikowi firmy Sega o ich ulubiony poziom. Zapytano również o zdanie niektórych fanów, którzy pomogli twórcom gry skompilować ostateczną listę plansz. Wszystkie poziomy zostały stworzone od zera, bez wykorzystywania starych zasobów i grafik. Każdy z nich także posiada nowy element, który ma nadać świeżości poziomowi, jak na przykład jaskinia w Green Hill Zone. Iizuka również stwierdził, iż w grze pojawią się różne postaci z serii, jednak będzie można poruszać się jedynie Sonikiem.
Pod koniec kwietnia Aaron Webber – jeden z pracowników firmy Sega – oznajmił, że „klasyczny Sonic” w grze nie będzie wypowiadał ani jednego słowa. Zapewnił także, że fizyka gry będzie bardzo zbliżona do starych gier z serii, jeszcze bardziej niż w przypadku Sonic the Hedgehog 4: Episode 1, które było krytykowane za swoje niedokładności w mechanice gry.
W czerwcu ogłoszono, iż dla ludzi zamawiających grę przed jej oficjalnym wydaniem przygotowano specjalną minigrę opartą na planszy Casino Night Zone z gry Sonic the Hedgehog 2. Jest to gra w stylu „pinball” z wieloma nawiązaniami do gier z serii. 11 października oficjalnie potwierdzono, że Sonic Generations również ukaże się na komputery osobiste i będzie dostępne za pośrednictwem systemu Steam. Dwa tygodnie przed premierą ujawniono także, iż w grze będzie możliwość odblokowania oryginalnej, pierwszej gry Sonic the Hedgehog. Tytuł jest dostępny w specjalnym „sklepiku” w grze i kosztuje 7777 punktów.
23 czerwca w serwisach PlayStation Network oraz Xbox Live opublikowano pierwsze demo, w którym gracz mógł poruszać się „klasycznym Sonikiem” w planszy Green Hill Zone. 18 października wydano drugą wersję demo gry, która oferowała już także dostęp do gry „współczesnym Sonikiem”.
Pod koniec października ogłoszono, iż gra otrzymała największą liczbę przedpremierowych zamówień w historii serii. Gra została wydana na początku listopada w Ameryce Północnej, Australii i w Europie oraz w grudniu w Japonii.

## Ścieżka dźwiękowa
Wraz z premierą gry wprowadzono do sprzedaży ścieżkę dźwiękową gry; w kolejnych miesiącach pojawiły się również inne wersje ścieżki. Pierwsze wydawnictwo, które dołączane było w Japonii do zamówień przedpremierowych, dostępne jest w dwóch wersjach: pierwsza zawiera muzykę z wersji na konsole i komputery (biała wersja), natomiast druga muzykę z wersji na Nintendo 3DS (niebieska wersja). Obie wersje nazywają się History of the 1st Stage (pol. Historia pierwszej planszy). Drugie wydawnictwo, będące oficjalną ścieżką dźwiękową, o nazwie Sonic Generations Original Soundtrack / Blue Blur (jap. ソニック ジェネレーションズ　オリジナルサウンドトラック　ブルー・ブラー) zostało wydane 11 stycznia 2012 roku w Japonii. Muzyka znajduje się na trzech płytach CD i zawiera muzykę z obu wersji gier.

## Odbiór gry

### Wersja na konsole i PC
Gra zdobyła głównie pozytywne oceny i przez wielu recenzentów określana jest jako „najlepsza gra z Sonikiem od lat”.
W pierwszej recenzji gry, opublikowanej przez niemiecki portal Video Games Zone, recenzenci chwalili grę za grafikę i dźwięk, połączenie rozgrywki 2D i 3D oraz dużą liczbę niespodzianek i nagród. Krytykowali jednak sterowanie, które według nich czasami jest problematyczne, oraz prostą fabułę. Portal stwierdził, że jest to najlepsza gra z Sonikiem od dziesięciu lat.
IGN stwierdził, iż śmiało można powiedzieć, że „Sonic wrócił do formy”, zachwalając rozgrywkę i dużą liczbę nawiązań do poprzednich gier. Portal skrytykował płynność animacji, która od czasu do czasu dostaje „czkawki” oraz krótki czas trwania kampanii, jednak stwierdził, iż dzięki bardzo dużej liczbie sekretnych dodatków do odblokowania gracz zyskuje motywację, aby ponownie ukończyć wszystkie plansze. Według portalu większość dodatkowych misji dostarcza dużo zabawy, jednak zdarzają się takie, które denerwują – głównie te, w których pojawiają się inne postacie znane z serii.
Justin Towell z portalu GamesRadar stwierdził, iż Generations jest „najlepszą grą od czasu Sonica 2”. Zachwalał również rozgrywkę stwierdzając, iż jest często „spektakularna i ekscytująca”, a poziomy są „wspaniale zaprojektowane”. Podobnie jak inni recenzenci, skrytykował kontrolę postaci, szczególnie przy wolnym poruszaniu się, oraz niektóre dodatkowe misje, które nie są aż tak dobre jak zwykłe poziomy, stwierdzając, że gra byłaby lepsza bez nich.
Zarówno brytyjska jak i amerykańska wersja „Official Playstation Magazine” dały grze pozytywną recenzję. Brytyjska edycja stwierdziła, iż każdy poziom jest „arcydziełem w projektowaniu plansz”, a gra „perfekcyjnie łączy znane elementy z nowoczesnymi”. Autorzy amerykańskiej edycji magazynu napisali, iż kontrola postaci poprawiła się w porównaniu z poprzednimi grami.
Portal Game Informer ocenił grę jako przeciętną. W recenzji skrytykowano wracanie do nowszych gier z serii zamiast skupienia się na starszych grach, takich jak Sonic the Hedgehog 3 czy Sonic the Hedgehog CD oraz „frustrujące elementy” w strukturach poziomów, takie jak przepaści.

### Wersja na 3DS
Wersja gry na Nintendo 3DS otrzymała gorsze recenzje, otrzymując średnią ocenę 67/100 w agregatorze Metacritic.
Jack DeVries z IGN stwierdził, że „podczas gdy wersja na konsole próbuje połączyć starą i nową mentalność w bardzo szybkiej rozgrywce, wersja na 3DS jest głównie jak Sonic Rush z tą różnicą, że obie postaci są Sonikiem”. Tim Turi z Game Informer stwierdził, że „muzyka jest świetna, a poziomy oparte na erze klasycznej przynoszą dużo frajdy”. Skrytykował jednak niedopracowane poziomy i brak nowości stwierdzając, że gra wygląda jakby została stworzona w pośpiechu.

### Nagrody i wyróżnienia
Portal GameZone w rozdaniu nagród Game of the Year Awards przyznał Sonic Generations nagrodę za najlepszy wygląd. Gra otrzymała też wyróżnienie Editor's Choice od portalu IGN, a także nagrodę Best Retro Revival od magazynu „Nintendo Power”.